# Air Montenegro
To Montenegro a.d. (stilizzata come ToMontenegro o 2Montenegro) è la compagnia di bandiera del Montenegro, operante sotto il nome di Air Montenegro (in montenegrino Ер Монтенегро).
Fondata l'8 febbraio 2021 dal Governo montenegrino, ha avviato ufficialmente le operazioni il 10 giugno dello stesso anno.

## Flotta
A maggio 2025, la flotta di Air Montenegro risulta composta dai seguenti aerei:

### Flotta storica
Nel corso della sua storia, Air Montenegro ha operato con i seguenti aeromobili: